# غاستون جيل روميرو
غاستون جيل روميرو (بالإسبانية: Gastón Gil Romero) (6 مايو 1993 في الأرجنتين - ) هو لاعب كرة قدم أرجنتيني في مركز الوسط. لعب مع إستوديانتيس دي لا بلاتا وروزاريو سنترال.

## وصلات خارجية
- غاستون جيل روميرو على موقع قاعدة بيانات كرة القدم.إي يو (الإنجليزية)
- غاستون جيل روميرو على موقع Soccerway.com (الإنجليزية)
- غاستون جيل روميرو على موقع عالم كرة القدم.نت (الإنجليزية)